# Augusta (Kansas)
Augusta és una població dels Estats Units a l'estat de Kansas. Segons el cens del 2000 tenia 8.423 habitants.

## Demografia
Segons el cens del 2000, Augusta tenia 8.423 habitants, 3.277 habitatges, i 2.307 famílies. La densitat de població era de 807 habitants per km².
Dels 3.277 habitatges en un 35,7% hi vivien nens de menys de 18 anys, en un 56,6% hi vivien parelles casades, en un 10,4% dones solteres, i en un 29,6% no eren unitats familiars. En el 26,3% dels habitatges hi vivien persones soles el 12,5% de les quals corresponia a persones de 65 anys o més que vivien soles. El nombre mitjà de persones vivint en cada habitatge era de 2,53 i el nombre mitjà de persones que vivien en cada família era de 3,06.
Per edats la població es repartia de la següent manera: un 28% tenia menys de 18 anys, un 8,9% entre 18 i 24, un 27,9% entre 25 i 44, un 19,4% de 45 a 60 i un 15,7% 65 anys o més.
L'edat mediana era de 35 anys. Per cada 100 dones de 18 o més anys hi havia 86,6 homes.
La renda mediana per habitatge era de 41.818 $ i la renda mediana per família de 51.886 $. Els homes tenien una renda mediana de 36.465 $ mentre que les dones 24.747 $. La renda per capita de la població era de 19.094 $. Entorn del 4,1% de les famílies i el 5,7% de la població estaven per davall del llindar de pobresa.

## Poblacions més properes
El següent diagrama mostra les poblacions més properes.